# Firefox Portable
Mozilla Firefox, Portable Edition (раніше — Portable Firefox) — переносна версія Mozilla Firefox, створена Джоном Халлером (John T. Haller), яка може запускатися на виконання з USB флеш-накопичувача, CD-ROM або з подібного портативного пристрою на комп'ютері з ОС Windows 98 або новішою, та Linux/UNIX з підсистемою Wine.
Як портативна програма не залишає персональної інформації на хост-комп'ютері і не впливає на раніше встановлений звичайний Firefox.
Firefox Portable відрізняється від оригіналу лише програмою запуску і підтримує більшість функцій, таких як розширення і автоматичні оновлення. Модифікація створена з розрахунком зменшення навантаження на flash‐диск, тому в параметрах за промовчанням кеш і історія відвідування сторінок-відключені, історія копіювання і куки видаляються при виході (налаштування можна змінити).
Плагіни, персональні налаштування, паролі, закладки і теми можуть переноситися разом з Firefox Portable.